# Pétanque
Pétanque (koulená) je francouzská společenská hra pro dvě 1–3členná družstva, která se snaží umístit koule co nejblíže k cíli, který tvoří dřevěná kulička, tzv. košonek (z francouzského cochon = prase). Princip hry je velmi jednoduchý, ale dokonalé zvládnutí techniky a taktiky vyžaduje pravidelný trénink.
Výraznou předností této hry je to, že ho může hrát prakticky každý (ženy s muži, starci s dětmi, i tělesně postižení se mohou zúčastňovat všech turnajů) a prakticky kdekoliv (terén hřiště je libovolný).

## Organizace
Pétanque v České republice organizuje Česká asociace pétanque klubů (ČAPEK), člen České unie sportu a Mezinárodní federace pétanque a provensálské hry (Fédération Internationale de Pétanque et Jeu Provençal, FIPJP).
Tento sport patří mezi koulové sporty, které souhrnně ve světě zastřešuje Světová konfederace koulových sportů (CMSB), ta však v České republice nemá zástupce u Českého olympijského výboru (2016). Koulové sporty patří mezi sporty uznané Mezinárodním olympijským výborem, na Světových hrách se objevují od roku 1985.

## Původ pétanque
Pétanque je hra, která má svůj původ ve francouzském středomoří. Koulové sporty však historicky sahají až do starověku. Svou podobu hra získala ve starém Římě.[zdroj?]
První oficiální pravidla byla vydána roku 1907 a první dlouhodobá soutěž byla uspořádána roku 1910 ve Francii ve městě La Ciotat.
Nejpopulárnější je pétanque právě ve Francii. Patří k tamějšímu stylu života stejně jako jejich vynikající víno a proslulé sýry. Můžete se s ním setkat ve všech městech a vesničkách, převážně na jih od Lyonu. Každoročně se ve Francii koná více než 10 000 turnajů všech kategorií i významu.

## Koule a hřiště
Koule pro pétanque jsou kovové (ocel, různé slitiny), duté o průměru 70–80 mm a váze 650–800 g. Na světě existuje několik výrobců, nejznámější jsou z Francie, a to OBUT, JB a Integrale. Prvním sériovým výrobcem v historii je firma La Bolule Bleue z Marseille.
Terén pro pétanque není v pravidlech přímo určen. V tom je kouzlo této hry. Hráči se musí vyrovnat s nástrahami jakéhokoliv povrchu. Nejčastěji je ovšem vidět povrch podobný cestičkám v parku (udupaný písek). Rozměry hřiště by se měly pohybovat kolem 4 × 15 m.

## Pravidla pétanque

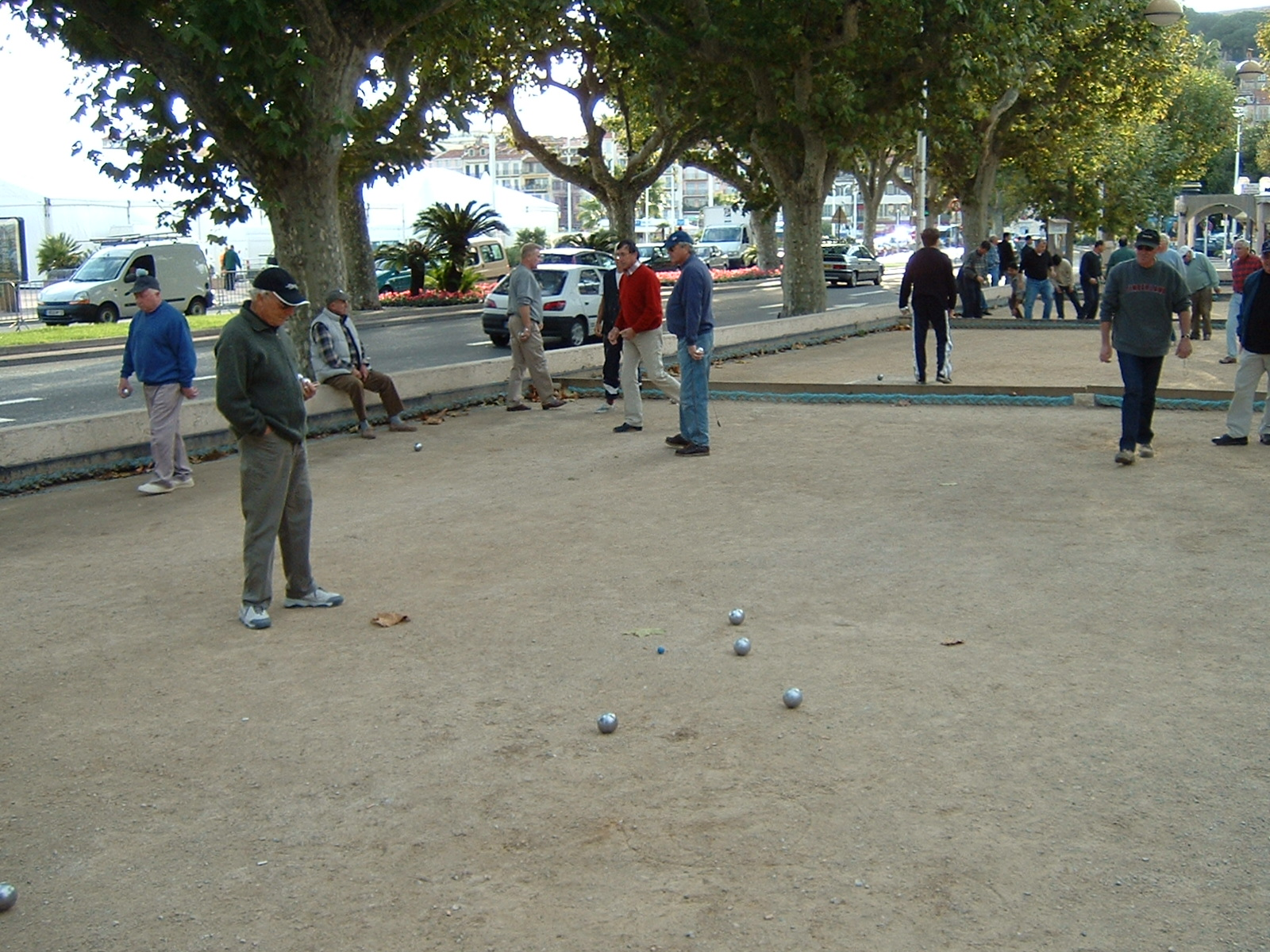
Hráči ve Francii, Cannes

Hrají proti sobě 2 družstva v počtu 1–3 hráčů. Jako hřiště poslouží rovný písčitý (nebo jemný štěrk) plácek, dlouhý alespoň 12 metrů. Dále jsou zapotřebí koule na pétanque, které se od sebe hezky odrážejí a jsou označeny zářezy, aby se od sebe daly rozeznat. Oficiální závodní koule pak ještě musí mít vyraženo na povrchu jméno výrobce. A nakonec je zapotřebí prasátko – malá dřevěná kulička asi 3 cm v průměru, nejlépe reflexní barvy.
Zahajující hráč namaluje (prstem, klacíkem, kaménkem, atp.) na zem kruh o prům. cca 50 cm, nebo použije hotový - plastový, odkud se pak v průběhu celé hry hází. V následujících hrách se kruh umisťuje na místě, kde skončilo prasátko v minulé hře. Dále hodí prasátko libovolným směrem 6–10 m daleko (kadeti 6–9 m a děti mohou 5–8 m). Poté hodí kouli tak, aby skončila co nejblíže prasátku.
Následně soupeř hází tak dlouho, dokud některá z jeho koulí není prasátku blíže, než koule protihráče. Koule se nesbírají a hází se pořád z toho samého místa. Když jednomu z družstev koule dojdou, to druhé dohází ty své. To družstvo, které má nakonec kouli nejblíže, vyhrálo, a získává tolik bodů, kolik má koulí blíže než je nejbližší soupeřova.
Při tom se může všechno – např. vyrážet koule soupeře, vyrážet prasátko, postrkávat svoje koule (samozřejmě jen kutálející se koulí) atd. Příroda hraje také, kromě psů a malých dětí. Bere se vždy jen, kde koule skončí, ne jak se tam dostala.
Když se spočítají body, hraje se nová hra. Hraje se teď z toho místa, kde původně leželo prasátko, a začíná družstvo, které vyhrálo předchozí. Tradičně se hraje do 13 bodů.
Ve dvou a ve čtyřech hráčích se hraje se třemi koulemi na osobu, v šesti se dvěma. Uvnitř družstva se hráči střídají, jak chtějí.

### Stručná pravidla
1. Ke hře jsou potřeba kovové koule o průměru 70 až 80 mm a malá dřevěná kulička. (hodnoty bývají dodržovány většinou u turnajů). Váha koulí nesmí překročit 800 g. Malá dřevěná kulička, tzv. „cochonnet“ (prasátko) má průměr 30 mm.
2. Proti sobě mohou hrát dva hráči nebo dvě družstva o dvou nebo třech spoluhráčích. Ve hře „hráč versus hráč“ má každý 3 koule. Ve hře „dva hráči versus dva hráči“ má každý z hráčů opět tři koule. Pokud proti sobě hrají družstva o třech hráčích, má každý pouze dvě koule. Součet koulí v týmu musí být šest.
3. První družstvo je určeno hozením mince nebo dohodou. Hráč ze začínajícího družstva vybere startovní místo tak, že na zem nakreslí kruh, ze kterého se následně budou házet koule.
4. Hráč nahodí prasátko do vzdálenosti 6 m až 10 m.
5. Poté tento hráč hází svoji první kouli co možná nejblíže k prasátku. Obě hráčovy nohy musí zůstat v kruhu, dokud se koule nedotkne země.
6. Protihráč se postaví do kruhu a snaží se hodit svoji kouli blíž k prasátku. Může tak učinit i vyražením soupeřovy koule nebo prasátka.
7. Vždy hází družstvo, které prohrává, až do doby, než se ujme vedení nebo spotřebuje veškeré koule.
8. Když už družstvo nemá koule, hráči druhého družstva házejí své zbývající koule.
9. Hráči v družstvu se mohou libovolně střídat – pořadí není určeno. Nemohou si však předávat koule.
10. Body za jedno kolo se počítají ve chvíli, kdy ani jedno družstvo nemá žádné koule. Vítězné družstvo získává jeden bod za každou kouli, která je blíže prasátka než první nejbližší koule poražených. Tzn., že jeden bod dostane družstvo, co má kouli nejblíže ke košonku plus jeden bod za každou další kouli, co je nejblíž.
11. Hráč družstva, které vyhrálo předchozí kolo, hází prasátko z místa, kde ležel v závěru hry. Vítězem je družstvo, které získá celkové skóre 13 bodů.

## Technika vrhu koule

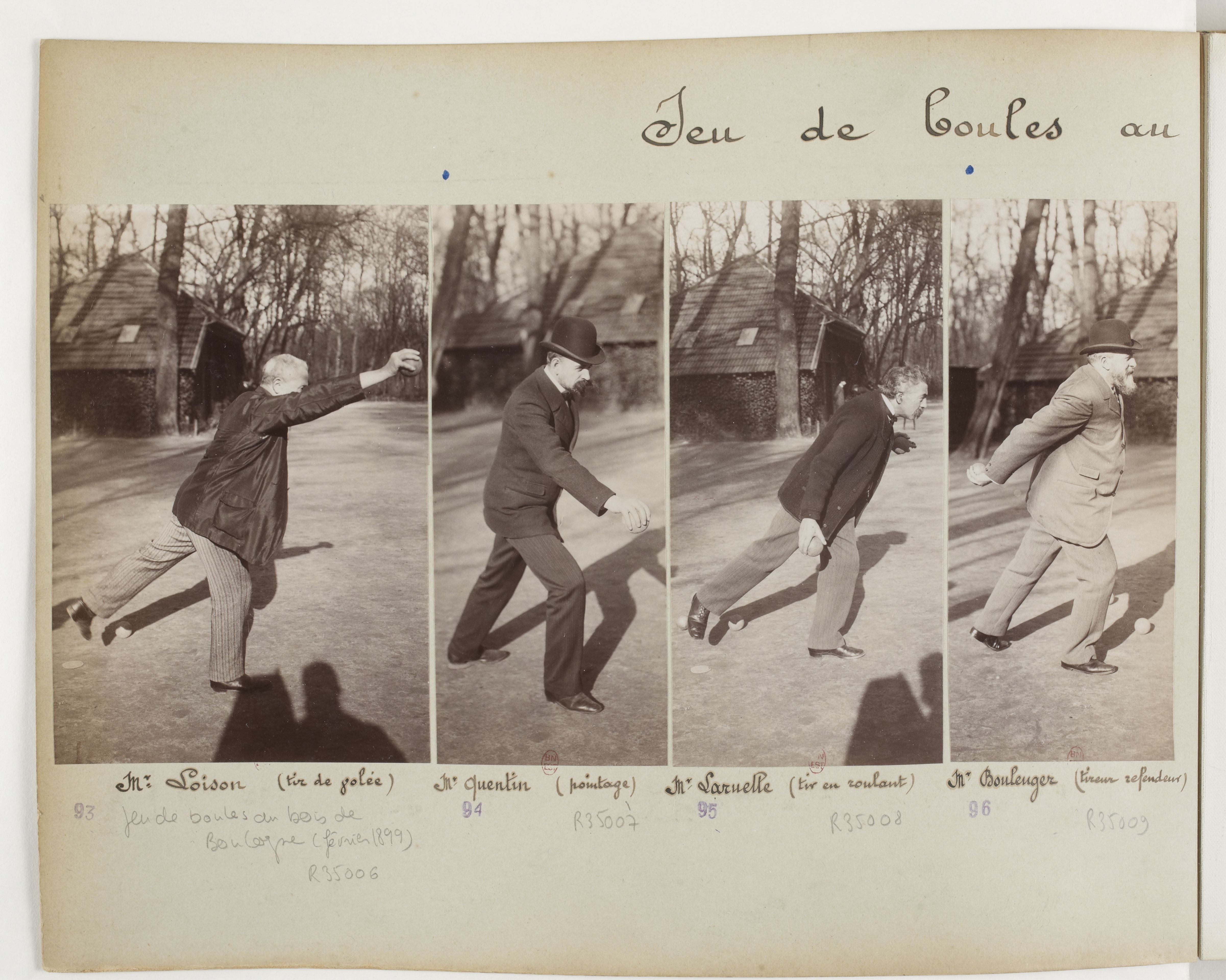
Vrhání koule (Francie, 1898)

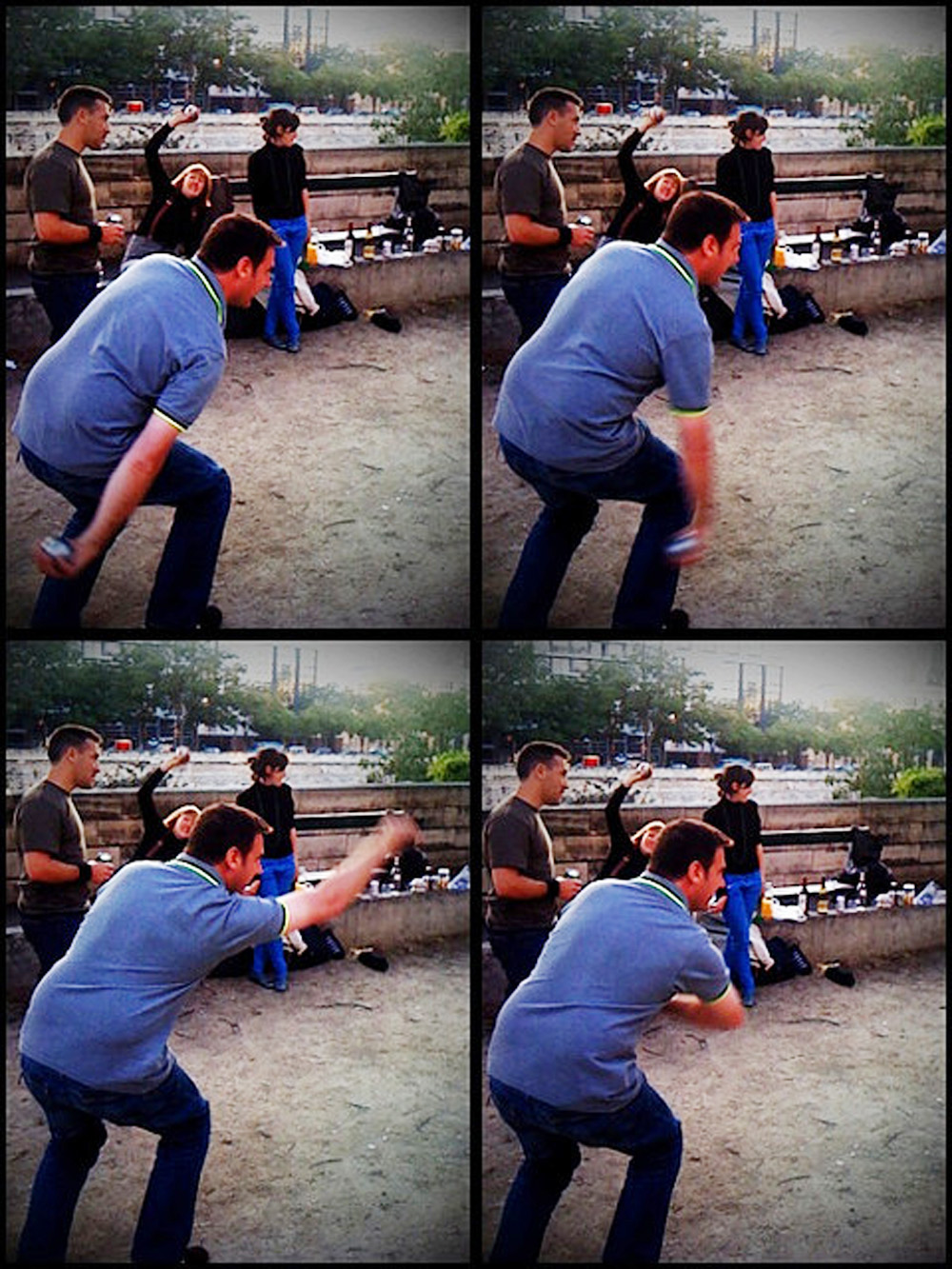
Vrhání koule (Francie)

Kouli před odhodem držte zásadně v dlani (=celou rukou, nejen prsty) a ruku mějte hřbetem nahoru. Při odhodu pak "rozbalujete“ ruku a poslední, co kontroluje směr vaší koule, jsou konečky prstů. Jen tak můžete dokonale kouli ovládat.
Je několik základních způsobů, jak se může koule házet:
- velkým obloukem tak, aby koule letěla vzduchem co nejblíže k cíli. Obvykle se nehází horním obloukem, ale koule se hodí spodním obloukem tak, že se jí udělí zpětná rotace – („la portée“ nebo „la plombée“)
- polovičním obloukem – polovinu dráhy koule urazí vzduchem, zbytek se kutálí po zemi – („la demi portée“)
- podobně jako při kuželkách po zemi („la roulette“)

## Strategie
K tomu, aby hráč přiblížil svou kouli co nejblíže dřevěné kuličce, lze použít různou strategii
- přímým hodem se snaží umístit svou kouli co nejblíže dřevěné kuličce
- snaží se vyrazit soupeřovu kouli, která je nejblíž dřevěné kuličce
- zasáhnout dřevěnou kuličku a posunout ji do takového místa, že rázem jsou vlastní koule blíže než soupeřovy